# Forse House
Forse House ist ein Herrenhaus nahe der Ortschaft Latheron in der schottischen Council Area Highland beziehungsweise der traditionellen Grafschaft Caithness. Heute wird es als Hotel betrieben. 1971 wurde das Bauwerk in die schottischen Denkmallisten in der Kategorie B aufgenommen. Das zugehörige Taubenhaus ist als Denkmal der höchsten Kategorie A klassifiziert. Die Gärten von Forse House sind wie das Herrenhaus und der Gutshof als Kategorie-B-Denkmäler eingestuft, wohingegen die Pforte mit Pförtnerhaus ein Kategorie-C-Denkmal ist.

## Geschichte
Die Sutherlands errichteten im frühen 13. Jahrhundert an der Nordseeküste Forse Castle worin sich die Clanlinie der Sutherlands of Forse begründete. In den 1660er Jahren ließ der zehnte Laird rund zwei Kilometer landeinwärts Nottingham House errichten. Das später abgebrochene Gebäude erwies sich bald als zu klein, weshalb 1765 ein kurzes Stück westlich Forse House erbaut wurde. Im frühen 19. Jahrhundert wurde ein geräumiger zweigeschossiger Anbau ergänzt. John William Sutherland, 18. Laird war der letzte Laird der Linie. Er bewohnte Forse House bis 1905. Anschließend wurde das Herrenhaus als Hotel genutzt. Zwischen 1986 und 2016 beherbergte es eine Pflegeeinrichtung. Seitdem ist es wieder als Hotelbetrieb mit kunsthandwerklicher Ausrichtung in Nutzung.

## Beschreibung
Forse House steht inmitten eines 9,7 Hektar umfassenden Anwesens rund zwei Kilometer nordöstlich von Latheron, drei Kilometer westlich von Lybster und zwei Kilometer nordwestlich der Nordseeküste mit Forse Castle. Die südexponierte Hauptfassade des dreigeschossigen Gebäudes ist fünf Achsen weit. Mittig tritt ein Portikus mit gepaarten dorischen Säulen und schlichtem Gebälk hervor. Das weite Hauptportal schließt mit einem segmentbogigen Kämpferfenster. Der ein- und zweigeschossige rückwärtige Anbau ist komplex aufgebaut. Seine Lukarnen schließen mit Walmdächern. Sämtliche Fassaden sind mit Harl verputzt und die verschiedenen Sattel- und Plattformdächer mit Schiefer eingedeckt. Die Dachgauben wurden erst im späteren 19. Jahrhundert ergänzt. Es sind durchweg zwölfteilige Sprossenfenster eingelassen.

### Taubenhaus
Das Taubenhaus befindet sich etwa 100 Meter westlich des Herrenhauses. Der harlverputzte Feldsteinbau mit Natursteineinfassungen stammt aus dem früheren 18. Jahrhundert. Das längliche Gebäude weist eine Länge von 8,5 Metern bei einer Breite von 4,9 Metern auf. Es ist 7,6 Meter hoch. An der südexponierten Hauptfassade führen zwei Türen ins Innere. Entlang der Fassaden verlaufen bis zu drei Simsbänder. Das mit regionalem Schiefer eingedeckte Satteldach ist mit Staffelgiebeln ausgeführt. Mittig sitzt ein kleiner Dachreiter mit Distelmotiven und Wetterfahne auf, während die Staffelgiebel mit Steinkugeln auf quadratischen Plinthen ornamentiert sind. Einfluglöcher sind in die beiden flachen Schleppdachgauben eingebracht. Der Innenraum ist mittig geteilt. Je Raum sind 408 steinerne Nistkästen angeordnet.

### Gärten
Eine hohe Feldsteinmauer mit Steinkappe umfriedet die Gärsten nordöstlich von Forse House. Zugehörige ist ein kleines Haus aus dem frühen bis mittleren 18. Jahrhundert. Es wurde 1801 von der gegenüberliegenden Seite des Bachs Forse Burn an seinen heutigen Standort versetzt, was eine eingelassene Plakette bestätigt. Für den Initiator ist das Monogramm „JCS“ oder „JES“ erhalten. Die Fassaden des kleinen, zweigeschossigen Feldsteinbaus sind mit Harl verputzt. Sein schiefergedecktes Satteldach ist mit Staffelgiebeln und giebelständigen Kaminen ausgeführt. An der nördlichen Giebelseite wurde ein Anbau ergänzt. Im Jahre 2012 wurde das ungenutzte Gebäude in das Register gefährdeter denkmalgeschützter Bauwerke in Schottland aufgenommen. Sein Zustand wurde 2014 als schlecht bei gleichzeitigem moderaten Risiko eingestuft.

### Gutshof
Der 1842 errichtete Gutshof befindet sich ein kurzes Stück östlich von Forse House. Der groß dimensionierte Feldsteinbau besteht aus einzelnen Gebäuden, die einen quadratischen Innenhof umschließen. An der südexponierten Hauptfassade führt ein rundbogiger Torweg auf den Hof. Oberhalb des Bogens ist eine Plakette, welche das Baujahr sowie den Erbauer John Sutherland ausweist, sowie ein Oculus eingelassen. Zwei korbbogige Portale zu Remisen flankieren den Torweg. Die Gebäude sind verschiedentlich mit Walmdachgauben ausgeführt. Sie beherbergen Stallungen und Scheunen. Sämtliche Dächer sind schiefergedeckt und teils mit Staffelgiebeln und giebelständigen Kaminen ausgeführt.

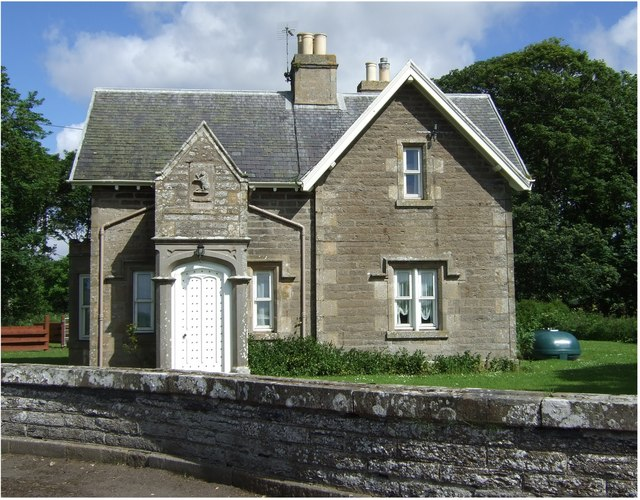
Pförtnerhaus

### Pforte
Rund einen Kilometer südlich des Herrenhauses abseits der A99 am Weiler Forse befindet sich die Hauptpforte von Forse House. Das asymmetrisch aufgebaute, zweigeschossige Pförtnerhaus wurde 1853 errichtet. Sein Mauerwerk besteht aus Steinquadern, die zu einem Schichtenmauerwerk aufgemauert wurden. Aus der Südostfassade tritt ein Bauteil mit Satteldach heraus. Dort befindet sich Portal mit elliptischem Bogen mit ornamentierten Zwickeln. Oberhalb des Eingangs ist eine Plakette eingelassen, die eine Sutherland-Katze sowie die Initialen „GS“ und „MS“ zeigt. Das schiefergedeckte Dach ist mit firstständigem Kamin ausgeführt.
Die quadratischen Torpfeiler schließen mit pyramidalen Kappen.